# Igor Ponomarjov
Igor Ponomarjov (ryska Игорь Пономарёв), född den 24 februari 1960 i Baku, Azerbajdzjanska SSR, Sovjetunionen, är en sovjetisk fotbollsspelare som tog OS-guld i fotbollsturneringen vid de olympiska sommarspelen 1988 i Seoul. Han spelade i IFK Norrköping 1989.